# PC-kontakt

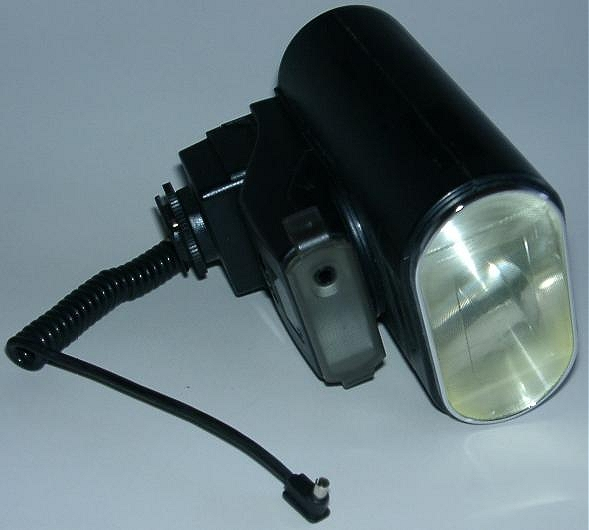
Fotoblixt med en kabel att ansluta till PC-kontakten.

PC-kontakt är 3 mm elektrisk kontakt, där man med en kabel kan ansluta en extern kamerablixt. Kontakten behövs för att blixten och kamerans slutare ska synkroniseras.
PC står här inte för Personal Computer utan för Prontor/Compur, som var/är tillverkare av slutare till kameror. PC-kontakten började fasas ut i slutet på 1970-talet av de ledande kameratillverkarna, men används fortfarande av många amatörfotografer, på grund av brist på standardisering av gränssnittet mellan kamera och blixt.

## Hotshoe
I stort sett alla moderna kameror med möjlighet att ansluta en extern blixt, saknar PC-kontakt. I stället finns en s.k. hotshoe, en tillbehörssko, med elektronisk anslutning till blixten. Här styrs inte endast synkronisering, utan ofta även blixtens brinntid. EXIF-informationen från blixten till kameran, går också här. Dessa gränssnitt är inte standardiserade, utan flera olika typer förekommer.
En äldre blixt med PC-kabel kan anslutas till en hotshoe via tillbehör som finns i handeln.

## Galleri

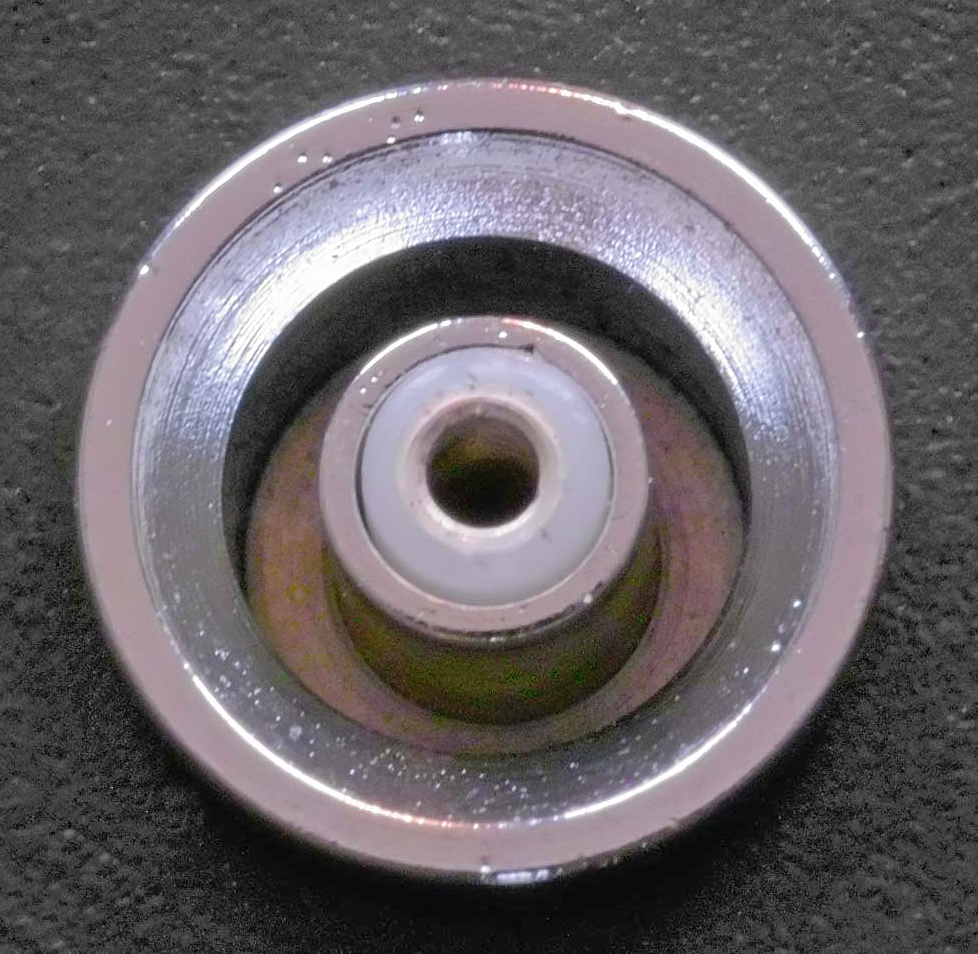
PC-kontakt. Bilden visar honan som sitter på kamerahuset.
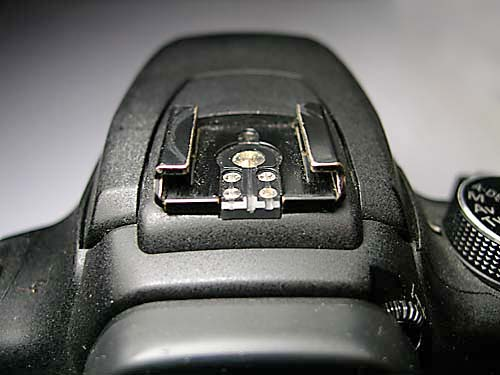
Tillbehörskontakt av typ hot shoe.